# Onna (Cameroun)
Pour les articles homonymes, voir Onna (homonymie).
Onna est un village de la commune de Massock-Songloulou; située dans le département de la Sanaga-Maritime et la région du Littoral au Cameroun. Il est situé sur la route de Songmbenguè à Nkom.

## Population
En 1967, Onna comptait 103 habitants, principalement Bassa.
Lors du recensement de 2005, 257 personnes y ont été dénombrées.